# Jezuïetenberg

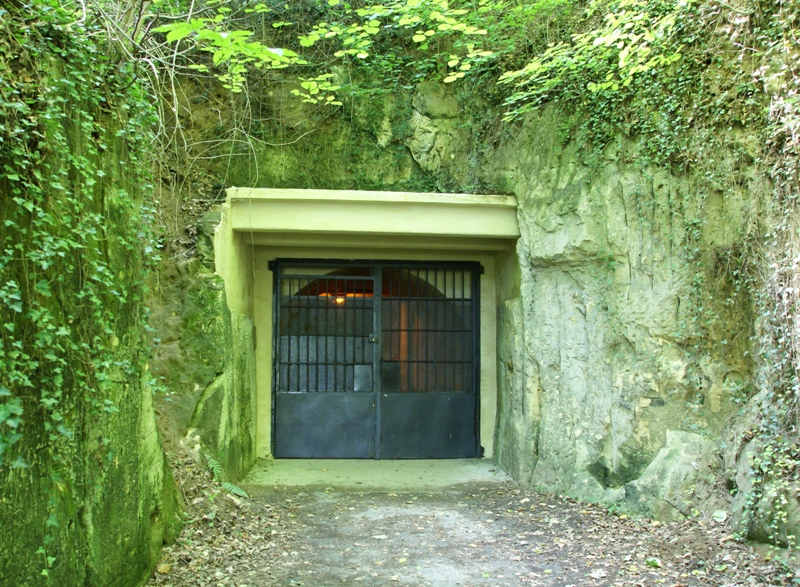
De nieuwe ingang van de Jezuïetenberg

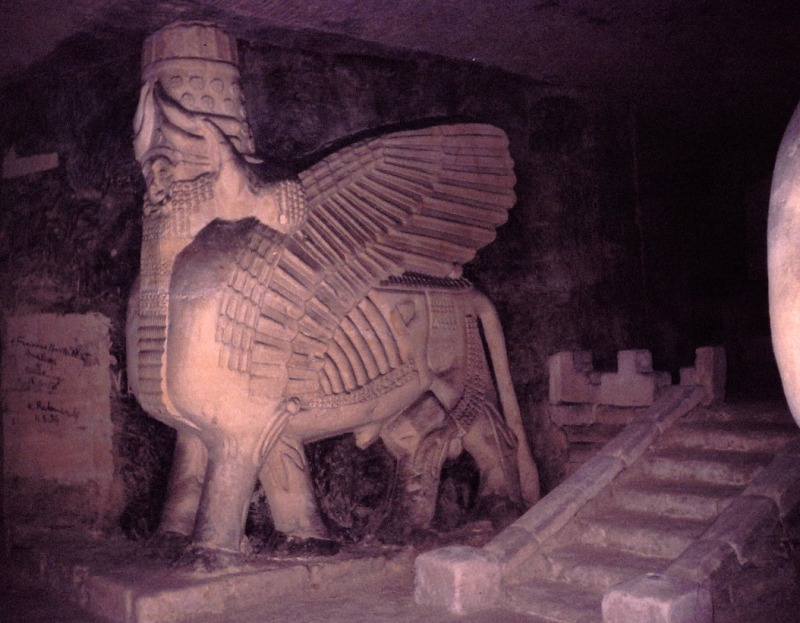
Een cherub bij de oude ingang bij het Heksenpoortje

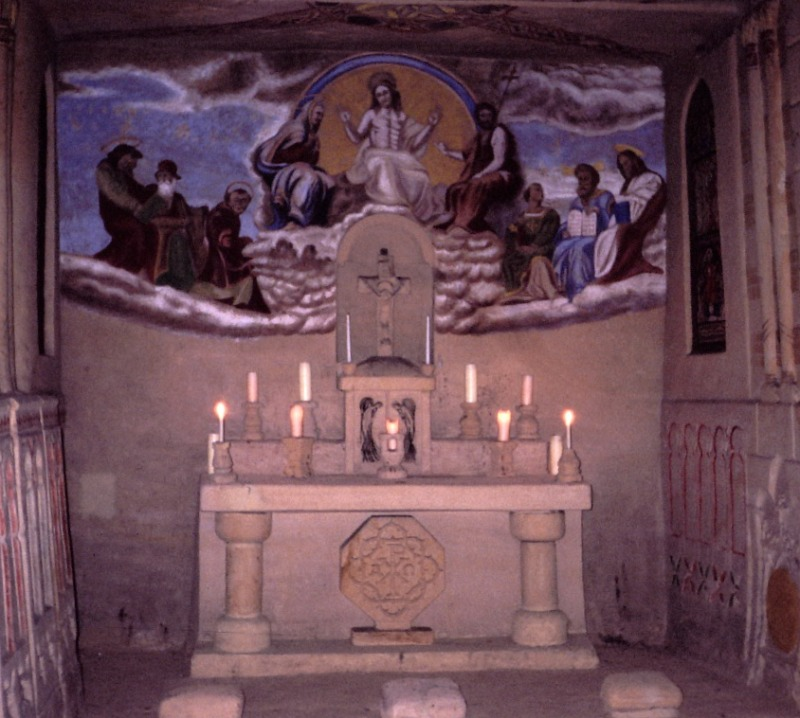
De Kapel in de Jezuïetenberg

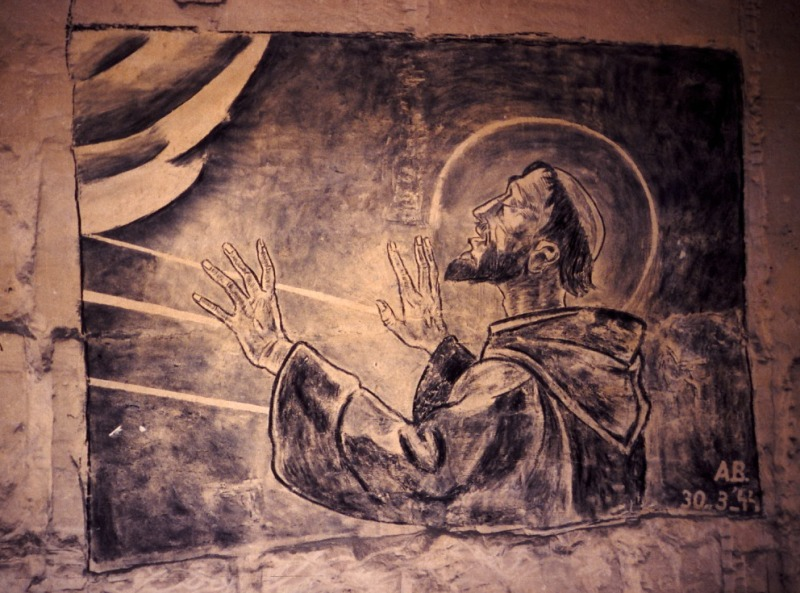
Roeping van Sint Franciscus (Anton Bleker, 1944)

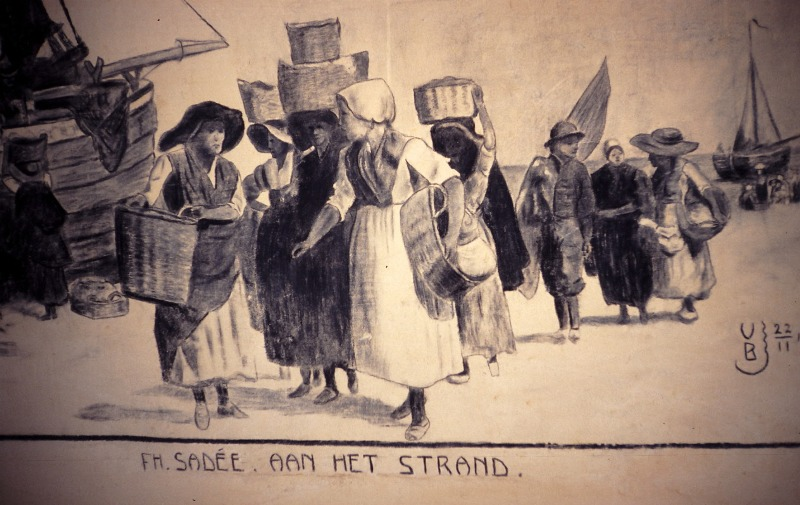
Aan het strand (Marinus van Baren, 1906)

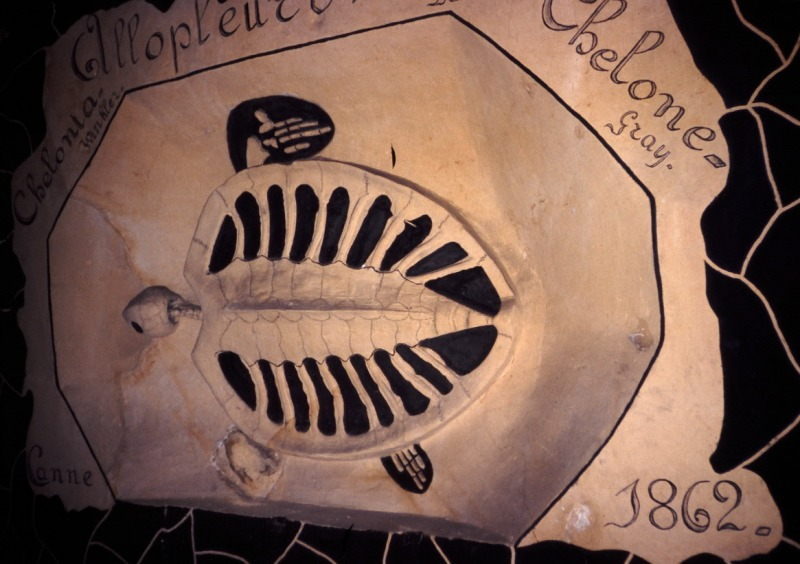
Allopleuron Hofmanni 1862

De Jezuïetenberg is een voormalige mergelgroeve in de Cannerberg in de gemeente Maastricht. In de periode 1880-1967 gebruikten de jezuïeten de groeve ter ontspanning waarbij vele kunstwerken in de vorm van tekeningen, beeldhouw- en waterwerken werden gecreëerd. Deze groeve heeft sinds 1998 de status van rijksmonument.

## Ligging en naamgeving
De Jezuïetenberg maakt deel uit van de Cannerberg en wel van de mergelgroeve Valberg. Deze groeve werd ook wel Fallenberggroeve genoemd. Het woord berg in deze benamingen verwijst in het Limburgs naar een ondergrondse mergelgroeve. Bij ondergrondse mergelwinning werd ongeveer een derde van de mergellaag als bouwsteen gebruikt; de rest moest het bovenliggende gesteente dragen. De Jezuïetenberg beslaat circa tien hectare met twintig kilometer gangen, waarvan nu zes kilometer gangen nog begaanbaar zijn. De Jezuïetenberg is gelegen onder het buitengoed van de Jezuïeten genaamd De Campagne. De ingang van de groeve bevindt zich aan de zuidzijde van de Cannerberg, daar waar ook Kasteel Neercanne ligt.

## Geschiedenis

### 1574-1880
De jezuïeten vestigden zich in 1574 voor de eerste keer in Maastricht, waarbij zij aan de Korte Bredestraat een jezuïetenklooster en -college stichtten. In 1774 verlieten ze Maastricht, nadat paus Clemens XIV de orde had opgeheven. In 1853 werd opnieuw een klooster gevestigd in Maastricht, aanvankelijk in het huis Villain XIIII, een herenhuis nabij de Tongersepoort. Later werden hieraan kloostergebouwen en een kerk toegevoegd, en aan het klooster en een theologieopleiding verbonden. Het groeiend aantal studenten resulteerde in 1930 tot nieuwbouw voor het klooster en een collegium maximum, dat naar de Nederlandse jezuïet Petrus Canisius 'Canisianum' werd genoemd. De priesteropleiding was zwaar, waardoor goede ontspanningsmogelijkheden belangrijk waren. Eén dag per week waren de studenten verplicht zich te ontspannen en wel in een buitengoed, dat maximaal één uur gaans van het studiehuis mocht liggen. Deze dag stond bekend als 'campagnedag', de dag die men doorbracht in de campagne (het veld). In 1854, een jaar na de hernieuwde vestiging van de orde, stelde de industrieel Petrus (I) Regout de in zijn opdracht gebouwde Villa Canne ter beschikking van de jezuïeten. De villa was gelegen bij zijn molen in de buurtschap Nekum, in het Jekerdal ten zuiden van Maastricht. Toen in 1878 Petrus Regout stierf en zijn zoon Petrus II Regout de villa erfde, werd het gebruik van de villa door de jezuïeten beëindigd. Een legaat ging naar Pie Regouts kleinzoon Leon Regout, oudste zoon van Edouard Regout, die toegetreden was tot de jezuïeten. Volgens het kerkelijk recht was hij gerechtigd het legaat te aanvaarden. Hij schonk de gelden aan de orde en de Maastrichtse jezuïeten kochten er een hectare grond mee op de Louwberg. Saillant detail is, dat het terrein recht tegenover Villa Nekum lag, zij het met het Jekerdal ertussen. In 1880 verrees op die plek een nieuw buitenhuis dat de naam De Campagne kreeg.

### 1880-1920

#### Begin
Niet lang voordat De Campagne in gebruik werd genomen, was de mergelgroeve Fallenberg door de blokbrekers verlaten, waarbij de toegang niet werd afgesloten. De jezuïeten ontplooiden activiteiten in de groeve, die zij bergactiviteiten noemden. In de Fallenberg begon men de wanden van de groeve te versieren met houtskooltekeningen en schilderijen; beelden, sculpturen en reliëfs werden uit het mergel gehakt. Ook werd het kilometerslange gangenstelsel verkend. Tussen 1891 en 1894 werd er een plattegrond van het stelsel gemaakt door pater Fred de Bruijn.

#### Leeghwaterproject
Rond 1890 begonnen de paters Jansen en Berghegge met het Leeghwaterproject, waarbij er met behulp van grondwater kanalen en watervallen werden gecreëerd. Het resultaat kreeg uiteindelijk de naam Venetië. Tussen 1908 en 1910 werden de waterwerken verder uitgebreid en werd het Alhambra gerealiseerd, compleet met vijver en fontein.

#### Toerisme
Rond 1900 begon het toerisme in de groeve. Voor deze tijd werden bezoekende jezuïeten al rondgeleid in de groeve. De jezuïeten hadden in deze periode nog geen alleenrecht op het gebruik van de groeve.
Het laatste huis aan de Cannerweg, dat tevens het dichtst bij de ingang van de Fallenberg lag, was het café à la Frontière. De uitbater Moors begon in 1903 toeristen rondleidingen te geven in de berg. Hij liet een boekje drukken getiteld Een kijkje in den Cannerberg en enige ansichtkaarten.

#### Afsluiting
In 1904 werd de Fallenberg afgesloten. De voornaamste reden was de baldadigheid van de jeugd waarbij kunstwerken werden beschadigd. Het Burgerlijk Armbestuur van Maastricht, eigenaar van de grond rondom en boven de ingang, sloot de ingang met een houten deur af; de familie Poswick, eigenaar van de bovengrond en van de Boschberg, sloot de verbinding tussen de Boschberg en de Fallenberg af met een ijzeren poortje af. Dit poortje kreeg de bijnaam het Heksenpoortje, omdat het volgens de overlevering voorkwam dat door de koude luchtstroom de lampen weleens werden uitgeblazen. Pater Gerard Piepers creëerde twee Assyrische Stieren als poortwachters aan weerszijden van de gang die naar het poortje liep. Enkel de jezuïeten kregen nog toegang tot de Fallenberg. In de nacht van 26 op 27 december 1904 forceerde de buitengesloten jeugd zich toegang tot de berg en stalen enige gereedschappen. De kunstwerken werden hierbij niet beschadigd. In maart 1906 echter wisten opnieuw vandalen zich toegang tot de berg te verschaffen waarbij alle kunstwerken stelselmatig werden beschadigd. De daders werden nooit gevonden. De ingang aan de Fallenberg werd met bakstenen dichtgemetseld, waarmee het heksenpoortje de enige toegang werd. Zo veel mogelijk kunstwerken werden door de jezuïeten hersteld en nieuwe creaties werden gemaakt. Commerciële rondleidingen werden niet meer gegeven, enkel nog rondleidingen door de jezuïeten zelf. In 1909 maakte pater Herman Jansen een wandelkaart langs een selectie van 65 bezienswaardigheden. Het aantal toeristen nam toe, in de periode van de Eerste Wereldoorlog bezochten vele militairen de berg.

#### De Grote Instorting
De Fallenberg had een geschiedenis van vele kleine en een paar grote instortingen. Ook tussen 1906 en 1910 was het al voorgekomen dat plaatsen met kunstwerken waren ingestort. In 1911 had een ingenieur van het Mijnwezen de groeve onderzocht en talloze instabiele plaatsen aangewezen. Desondanks was de groeve gewoon in gebruik gebleven. Op 20 juli 1920 's morgens om half twaalf vond er een enorme instorting plaats. Op dat moment was er niemand in de groeve. De groeve werd door de instorting in tweeën verdeeld. Het middelste deel werd onbegaanbaar en het rechtse of noordelijke deel werd onbereikbaar. Ongeveer de helft van het linkse of zuidelijke gedeelte bleek niet langer veilig. Slechts het meest zuidelijke deel, dat grensde aan de Boschberg was nog veilig. Met deze instorting waren werkstukken zoals het Alhambra, de Catacomben, Venetië en de Crocodil onder het puin bedolven. Het Staatstoezicht op de Mijnen keurde de groeve af en de berg werd afgesloten.

### 1920-1967

#### Na de instorting
Op 25 november 1921 werd de groeve opnieuw gekeurd door het Staatstoezicht op de Mijnen. Op 6 december werd besloten de groeve weer open te stellen mits men minimaal twintig meter verwijderd bleef van de instortingen. Het gevaarlijke gebied moest worden afgezet met kruiselings geplaatste stokken; dit gebied werd bekend onder de naam Achter de stokken. Een oppervlakte van zo'n negen hectare was nog begaanbaar.
Pater Wim Dopheijde maakte een nieuwe wandelkaart door het gangenstelsel, dat door de grote instorting drastisch was veranderd. Het Heksenpoortje was de enige toegang. Er werd een stevige trap aangebracht en rechts van het poortje werd door pater De Jong een vers op de heks aangebracht. Het Leeghwaterproject was ingestort en in het nieuwe, veilige deel was nauwelijks tot geen water voorhanden. De paters Cocx, Tromp en Hamese sloegen daarop een put; de bron die werd gevonden kreeg de naam van de vinder, Hamesebron. Aan het plafond werd een badkuip bevestigd als reservoir; deze wordt met een handpomp gevuld. In 1923 was er daarmee stromend water in de Jezuïetenberg. Er werd een keuken en refter ingericht.

#### Oude en nieuwe projecten
In 1927 nam pater Weve het initiatief om een nieuw Alhambra te maken. Dit werd gerealiseerd met tekeningen in kleur en met metselwerk. Dankzij het water uit de put kon er een vijver worden gemaakt. In 1929 kwam de grote poort gereed, uitgevoerd als een Moorse Porta Ignea. In de vijver werd een zogenaamde Moorse Leeuwenfontein gemaakt, die in 1931 spoot.
In juni 1929 werd begonnen met de aanleg van de nieuwe Catacomben. In de jaren die volgden werden in de catacomben onder andere beelden van Sint-Cecilia en Sint-Tarcisius gerealiseerd.
Vervolgens werd er een Heilig-Hartkapel aangelegd, in eerste instantie door de paters Creyghton en Reksa. Dit project ondervond verschillende tegenslagen en werd ook nooit compleet afgemaakt. In 1934 werd het project als afgerond beschouwd. Men ging over op meer individuele werkstukken. Zo werden in De Indische Hoek vele tekeningen gemaakt zoals Pater Roothaan, De Afrikareiziger en De Heilige Martelaren van Gorkum.

#### Tweede Wereldoorlog
In de Tweede Wereldoorlog werd het studiehuis van de jezuïeten door de bezetters gevorderd. De theologieopleiding werd noodgedwongen verplaatst naar het klooster Krijtberg in Heerlen. Toch werden enige nieuwe werkstukken gemaakt, zoals een beeld van de mosasaurus. Op 30 maart 1944 verboden de Duitsers de jezuïeten de toegang tot de berg. De reden hiervoor was dat de Duitsers de aangrenzende Boschberg hadden ingericht als werkplaats voor de eindmontage van de vliegende bom V1. Door de opmars van de Geallieerden werd de werkplaats echter ontmanteld voordat er iets kon worden gefabriceerd. Met de bevrijding op 14 september 1944 mochten de jezuïeten nog niet de berg in, omdat de Geallieerden eerst wilden weten wat de Duitsers hadden uitgevoerd in de berg. Pas een half jaar later werd de berg weer opengesteld. In de jaren na de oorlog werd een groot project gestart om een Gedachteniskapel en Mausoleum te realiseren, die in 1950 gereed kwam.

#### Eigendom
In 1947 verkocht freule Louise Poswick het Kasteel Neercanne en een groot deel van de omgeving aan de stichting Het Limburgs Landschap. Deze stichting besloot de Jezuïetenberg commercieel te exploiteren en verbood in maart 1949 de jezuïeten de toegang tot de berg. Pater Paul Dresen, die optrad namens de jezuïeten, gaf echter aan dat hij de grond die precies boven het Heksenpoortje lag had gekocht van freule Poswick en dat de jezuïeten na zestig jaren doorgang door de Boschberg het recht van overpad claimden. Hiermee gingen de plannen van de stichting niet door en konden de jezuïeten nog steeds beschikken over de berg.
In juni 1953 werd bekend dat het Ministerie van Defensie in onderhandeling was met de stichting Het Limburgs Landschap om de Boschberg over te nemen. Het ministerie wilde een militair hoofdkwartier van de NAVO in de Boschberg realiseren. De jezuïeten startten vervolgens een campagne om de Jezuïetenberg meer bekendheid te geven om zo de berg te kunnen behouden. Op 15 april 1954 sloten de militairen, de stichting Het Limburgs Landschap, freule Poswick en de jezuïeten een overeenkomst. De toegang tot de Boschberg zou gebruikt gaan worden door de militairen. Aangezien de jezuïeten deze ingang gebruikten om bij het Heksenpoortje te komen, zou er een nieuwe ingang worden gemaakt, iets verder naar het noorden dan de huidige ingang. Ook het Heksenpoortje werd iets verplaatst. Alle open verbindingen tussen de gang van de nieuwe ingang van de jezuïeten en het Heksenpoortje met de Boschberg werden met betonnen muren dichtgemaakt. De jezuïeten zorgden er tevens voor dat zij de Jezuïetenberg en de doorgang huurden van de verschillende eigenaren voor periodes van 50 tot 100 jaar.
In 1967 vertrokken de jezuïeten uit Maastricht en werd de Jezuïetenberg overgedragen aan de Stichting Jezuïetenberg. In 1996 verkreeg de Jezuïetenberg de status van rijksmonument.

## Beschrijving
In de periode dat de Jezuïetenberg werd gebruikt door de jezuïeten werden ongeveer 400 werkstukken gemaakt. Een deel ervan is door instortingen verloren gegaan, maar zo'n 330 werkstukken zijn nog te zien. Hieronder worden een aantal kunstwerken belicht.

### 1880 -1920
Een aantal van de reliëfs uit de periode 1880-1920 waren De Kerstnacht (1882), De Engelse Ridder (1884), Frans Hals (1888) en De Graflegging (1892). Het eerste beeldhouwwerk was de Onze-Lieve-Vrouwekapel, bestaande uit een beeld van Onze Lieve Vrouw van Lourdes in een nis met een bidstoel van mergel, en werd door pater Hulsman in 1886 gemaakt. Rond 1890 werden ook bijvoorbeeld de catacomben van Rome nagebouwd met een groot kruisbeeld bij de ingang; een kopie van het beeld van Sint Caecilia in Rome en een enorme crocodil van tien meter lang werden uitgehakt.
De eerste grote kleurentekening toonde de Madonna van Michelangelo in de Sixtijnse kapel.
In 1895 begon men met het aanbrengen van silhouetten van bergwerkers.
Pater Gerardus Piepers voltooide in 1906 een enorm beeld van een sfinx.

### 1920-1967
In de periode 1920-1967 werden allerlei nieuwe kunstwerken gecreëerd. Tevens werden een aantal grote projecten die door de instorting van 1920 verloren waren gegaan opnieuw gerealiseerd zoals het Alhambra en de catacomben. In 1931 kwam een beeld van de Heilige Caecilia gereed. In de catacomben bevindt zich ook een beeld van de heilige Tarcisius.

#### Heilig-Hartkapel
De Heilig-Hartkapel uit de jaren dertig van de twintigste eeuw heeft naast het Heilig-Hartbeeld reliëfs van het Agnus Dei en De Pelikaan. Verder heeft De Kapel acht zijwandpanelen met twee tekeningen: De Geboorte van Jezus en een monstrans. Aan weerszijden van de ingang van de kapel bevinden zich twee knielende engelen.

#### Mausoleum
In 1945-1946 werd het Mausoleum aangelegd, dat tevens diende als monument ter herinnering aan de gesneuvelden. Bij de ingang van het mausoleum werd het Mortui Vivant aangebracht. Achter de tombe bevindt zich het Wapen van Nederland, uitgehouwen door pater Ad Remmerswaal. De zijwanden van het mausoleum zijn beschilderd met als thema de verbeelding van de opwekking uit de dood en de verrijzenis. Zo staat op de linkerwand een afbeelding van de profeet Ezechiël. Op de rechterwand is het Bijbelverhaal van Christus en de opwekking uit de dood van Jesonda, het dochtertje van Jaïrus afgebeeld. Het gewaad van Christus en delen van het gezicht van Jesonda zijn per ongeluk gerealiseerd in lichtgevende, witte verf.

#### De kapel
In 1903 was er reeds een kapel met een altaar en enige houtskooltekeningen, zoals De Piëta, Christus valt onder het kruis, Golgotha en De roeping van Matheus. De Kapel was niet gewijd. In 1913 werd door pater Schots begonnen om een permanente kerstgroep uit het mergel te creëren, die door pater Schmidt in 1937 werd voltooid. De voorzijde van de kapel is afgesloten door een muurtje met toegangspoort, pilaren en een communiebank.